# 碁石海岸口駅
碁石海岸口駅（ごいしかいがんぐちえき）は、岩手県大船渡市にある、東日本旅客鉄道（JR東日本）大船渡線BRT（バス高速輸送システム）のバス停留所である。
BRT区間上に新設された駅であり、開業当初は『JR時刻表』および『JTB時刻表』の本文ページでは臨時駅との記載があったが、「（臨）」の表記はなかった。

## 概要
2013年（平成25年）9月28日の小友駅 - 大船渡駅間のBRT専用道開通に合わせて開業した。もともと鉄道時代に当駅は設置されていなかったが、末崎地区の振興会等が大船渡市の市長に陳情書を提出し、JRに要望した結果、当駅が設置されることになった。当初は当駅に営業キロは設定されておらず、外方の隣接駅に基づく運賃が適用されていたが、2014年（平成26年）4月1日に営業キロが設定された。

## 歴史
- 2013年（平成25年）9月28日：開業[2]。
- 2014年（平成26年）4月1日：営業キロを設定[4]。

## 駅構造
専用道の両側に乗降場が設置されており、盛方面のりば側に待合室が設置されている。構内は1車線のため、上下便の同時発着は不可。

## 利用状況
JR東日本によると、2023年度（令和5年度）の1日平均乗車人員は28人である。
開業後の推移は以下のとおりである。
| 乗車人員推移       | 乗車人員推移     | 乗車人員推移    |
| 年度               | 1日平均 乗車人員 | 出典            |
| ------------------ | ---------------- | --------------- |
| 2013年（平成25年） | 24               | [ 利用客数 2 ]  |
| 2014年（平成26年） | 23               | [ 利用客数 3 ]  |
| 2015年（平成27年） | 32               | [ 利用客数 4 ]  |
| 2016年（平成28年） | 29               | [ 利用客数 5 ]  |
| 2017年（平成29年） | 24               | [ 利用客数 6 ]  |
| 2018年（平成30年） | 24               | [ 利用客数 7 ]  |
| 2019年（令和元年） | 28               | [ 利用客数 8 ]  |
| 2020年（令和02年） | 23               | [ 利用客数 9 ]  |
| 2021年（令和03年） | 24               | [ 利用客数 10 ] |
| 2022年（令和04年） | 25               | [ 利用客数 11 ] |
| 2023年（令和05年） | 28               | [ 利用客数 1 ]  |

## 駅周辺
駅名にある「碁石海岸」は大船渡市を代表する景勝地だが、当駅からは離れている。公共交通では付近を経由する岩手県交通の路線バス・碁石線でのアクセスが可能であったが、2024年（令和6年）10月1日のダイヤ改正で廃止となっている。
- 岩手県道38号大船渡広田陸前高田線
- 岩手県道275号碁石海岸線
- 大船渡市立末崎小学校
- 大船渡市立末崎中学校（廃校）
- 大船渡市営球場

## 隣の停留所
東日本旅客鉄道（JR東日本）
■大船渡線BRT
□快速・■普通
小友駅 - 碁石海岸口駅 - 細浦駅

### 記事本文
1. 1 2  「館報まつざき 第224号 (PDF)」デジタル公民館まっさき。2013年12月3日時点のオリジナル (PDF)よりアーカイブ。2025年7月14日閲覧。
2. 1 2 3  「大船渡線BRT 臨時駅・新駅の設置及び専用道の供用開始について (PDF)」（プレスリリース）、東日本旅客鉄道盛岡支社、2013年7月11日。2013年7月17日時点のオリジナル (PDF)よりアーカイブ。2025年7月14日閲覧。
3. ↑  「大船渡線BRT、あすから一本松前に臨時駅 碁石海岸口駅は9月28日以降常設」『東海新報』2013年7月12日。オリジナルの2013年10月2日時点におけるアーカイブ。2025年7月14日閲覧。
4. 1 2  「気仙沼線BRT・大船渡線BRTダイヤ改正、消費税率引上げ等に伴う運賃改定及び臨時「奇跡の一本松駅」停車再開について (PDF)」（プレスリリース）、東日本旅客鉄道盛岡支社／東日本旅客鉄道仙台支社、2014年2月20日。2014年3月1日時点のオリジナル (PDF)よりアーカイブ。2014年2月21日閲覧。
5. ↑  「10月1日ダイヤ改正のお知らせ」（プレスリリース）、岩手県交通。2024年9月14日時点のオリジナルよりアーカイブ。2024年10月1日閲覧。

### 利用状況
1. 1 2  「BRT駅別乗車人員（2023年度） | 企業サイト：JR東日本」東日本旅客鉄道。2025年7月14日閲覧。
2. ↑  「BRT駅別乗車人員（2013年度）：JR東日本」東日本旅客鉄道。2025年7月14日閲覧。
3. ↑  「BRT駅別乗車人員（2014年度）：JR東日本」東日本旅客鉄道。2025年7月14日閲覧。
4. ↑  「BRT駅別乗車人員（2015年度）：JR東日本」東日本旅客鉄道。2025年7月14日閲覧。
5. ↑  「BRT駅別乗車人員（2016年度）：JR東日本」東日本旅客鉄道。2025年7月14日閲覧。
6. ↑  「BRT駅別乗車人員（2017年度）：JR東日本」東日本旅客鉄道。2025年7月14日閲覧。
7. ↑  「BRT駅別乗車人員（2018年度）：JR東日本」東日本旅客鉄道。2025年7月14日閲覧。
8. ↑  「BRT駅別乗車人員（2019年度）：JR東日本」東日本旅客鉄道。2025年7月14日閲覧。
9. ↑  「BRT駅別乗車人員（2020年度） | 企業サイト：JR東日本」東日本旅客鉄道。2025年7月14日閲覧。
10. ↑  「BRT駅別乗車人員（2021年度） | 企業サイト：JR東日本」東日本旅客鉄道。2025年7月14日閲覧。
11. ↑  「BRT駅別乗車人員（2022年度） | 企業サイト：JR東日本」東日本旅客鉄道。2025年7月14日閲覧。